# قارچ سوخاری
قارچ سوخاری نوعی پیش‌غذا است که قارچها در خمیرابه خوابانده شده و سرخ می‌شوند.
این قارچ‌ها را معمولاً به همراه سس رنچ سرو می‌شوند، چرا که به خمیرابهٔ ادویه اضافه می‌کند. این ادویه‌ها شبیه به ادویه‌های قارچ شکم‌پر هستند. قارچ سوخاری در میان ایرانیان با مواد متنوعی مثل آبلیمو، ماست چکیده، زعفران طعم دار می شود، سپس با آرد سوخاری پوشش داده شده و در روغن سرخ می شود. 